# Griechische Volleyballnationalmannschaft der Frauen
Die griechische Volleyballnationalmannschaft der Frauen ist eine Auswahl der besten griechischen Spielerinnen, die den griechischen Verband Elliniki Omospondia Petosferiseos (Ελληνική Ομοσπονδία Πετοσφαίρισης) bei internationalen Turnieren und Länderspielen repräsentiert.

## Geschichte

### Europameisterschaften
- Europameisterschaft 1985 in den Niederlanden: Platz 12
- Europameisterschaft 1991 in Italien: Platz 8
- Europameisterschaft 1993 in Russland: Platz 9
- Europameisterschaft 2001 in Bulgarien: Platz 9
- Europameisterschaft 2019: Platz 9
- Europameisterschaft 2021: Platz 9

### Volleyball-Europaliga
- Europaliga 2009: Platz 7
- Europaliga 2010: Platz 7
- Europaliga 2011: Platz 14
- Europaliga 2012: Platz 22

### Weltmeisterschaften
- Weltmeisterschaft 2002 in Deutschland: Platz 11

### Olympische Spiele
- Spiele 2004 in Athen: Platz 9

### World Cup
Im World Cup hat Griechenland noch nicht gespielt.

### World Grand Prix
Der Volleyball World Grand Prix fand bisher ohne griechische Beteiligung statt.